# 崔昌军
崔昌军（1954年8月—），山东省枣庄市台儿庄区人，中国人民解放军中将。

## 生平
曾历任中国人民解放军陆军第十三集团军步兵第三十八师炮兵团营政治教导员、团政委，陆军第十三集团军干部处处长，成都军区政治部干部部任免处处长、副部长，成都军区政治部群工部部长，成都军区步兵第四十师政委。陆军第十三集团军副政治委员。2005年任陆军第十三集团军政治委员。2010年12月任北京军区政治部主任。2012年12月任中国人民解放军总政治部主任助理。2016年1月，任新组建的中国共产党中央军事委员会政治工作部主任助理。
2012年7月晋升中将军衔。
是中国共产党第十七次全国代表大会、中国共产党第十八次全国代表大会代表。2018年1月，当选第十三届全国政协委员。